# Сянсько-Дністровська вододільна рівнина
Сянсько-Дністровська вододільна рівнина (інші назви — Надсянська низовина, Надсянська рівнина) — хвиляста рівнина у межах Львівської області. Розташована на захід та південний захід від Львова. 

## Географічне положення
На півночі та північному сході межує з Розточчям, на сході — з Львівським плато та Опіллям, на півдні — з Передкарпаттям, зокрема з Верхньодністровською улоговиною. Рівнина складається з Яворівської (Надсянської) улоговини (абсолютні висоти 230—250 м) і Сянсько-Дністровської височини (заввишки до 340 м). 

## Особливості рельєфу
Рельєф полого-хвилястий. Глибина розчленування поверхні 10—30 м. Складається з піщано-глинистих та суглинисто-піщаних відкладів та лесів. Є родовища нафти й газу (Хідновицьке, Пинянське та інші), сірки (Яворівське) і мінеральних вод (Великолюбінське, Немирівське, Шкловське). Річки Вишня, Шкло, Січня та Завадівка належать до басейну Сяну; Верещиця, Ставчанка — до басейну Дністра. У межах рівнини — численні ставки. Найпоширеніші місцевості: рівнинні слабодреновані та заболочені на водно-льодовикових відкладах, вкриті сосново-буковими лісами і терасні з опідзоленими ґрунтами на лесових та піщаних породах. На території рівнини є кілька геологічних та ботанічних пам'яток природи місцевого значення — Міженецький парк, Рудківський та Оброшинський дендропарки тощо.

## Про назву
- Різні джерела фіксують різні назви рівнини — Сянсько-Дністровська вододільна рівнина, Надсянська низовина, Надсянська рівнина. Та оскільки рівнину перетинає Головний європейський вододіл, який проходить між басейнами річок Вишні (притока Сяну) і Верещиці (притока Дністра), найдоречніше називати рівнину Сянсько-Дністровською вододільною рівниною. Назву Надсянська низовина (або рівнина) варто вживати лише до прирічкової рівнини Сяну, незначна частина якої охоплює західні терени Мостиського району.